# Useless ID
Useless ID — поп-панк гурт, заснований в місті Хайфа, Ізраїль у 1994 році. Відомий як один з найуспішніший панк-гуртів 
Близького сходу.

## Склад гурту
Поточні учасники
- Йотам Бен-Хорін (Yotam Ben-Horin) - ведучий вокал, бас-гітара (2000–дотепер), бас-гітара,  бек-вокал (1996–2000)
- Ішай Бергер(Ishay Berger) - ведуча гітара, бек-вокал (1995–дотепер)
- Гай Кармель (Guy Carmel) - ритмічна гітара, бек-вокал (2000–дотепер), ведучий вокал, ритмічна гітара (1994–2000)
- Корей Бен Єгуда (Corey Ben Yehuda) - ударні, перкусія (2016–present)

Колишні учасники
- Гедеон Бергер (Gideon Berger) - ударні, перкусія (2012–2016)
- Джонатан Гарпак (Jonathan Harpak) - ударні, перкусія (2004–2012)
- Ідо Блауштайн (Ido Blaustein) - ударні, перкусія (2000–2004)
- Ральф Хубер (Ralph Huber) - ударні, перкусія (1994–2000)
- Аді Алькабетц (Adi Alkabetz) - бас-гітара (1994–1996)
- Надав Алькабетц (Nadav Alkabetz) - ведуча гітара, бек-вокал (1994–1996)

Схема

## Дискографія

### Студійні альбоми
- 1997 - Dead's Not Punk (Falafel Records/Yo-Yo Records)
- 1999 - Get in the Pita Bread Pit (Falafel Records)
- 2001 - Bad Story, Happy Ending (Kung Fu Records)
- 2003 - No Vacation From The World (Kung Fu Records)
- 2005 - Redemption (Kung Fu Records)
- 2008 - The Lost Broken Bones (Suburban Home Records)
- 2010 - Muki & Useless ID (Hatav Hashmini)
- 2012 - Symptoms (Fat Wreck Chords)
- 2016 - State Is Burning (Fat Wreck Chords)

### Міні альбоми та splits
- 1995 - Demo (Hashsub) (Falafel Records)
- 1995 - Room of Anger (Falafel Records)
- 1997 - Split with All You Can Eat (Farmhouse Records)
- 1998 - Split with Spyhole (Yo-Yo Records)
- 2000 - Split with Tagtraum (Vitaminepillen Records)
- 2000 - Let it Burn, split with The Ataris (Kung Fu Records/Yo-Yo Records)
- 2003 - Split with Man Alive (Dying Is Deadly Records)
- 2004 - Attack of the B-Killers, split with Man Alive, Yidcore and Atom and His Package (Boomtown/MGM)
- 2016 - We Don't Want the Airwaves (Fat Wreck Chords)

### Збірки
- 2011 - The Lost Broken Tunes: Vol. 1
- 2011 - The Lost Broken Tunes: Vol. 2

Compilations contributions
- 1996 - Breaking the Cultural Curfew - "Is It Right" (Beer City Records)
- 1998 - No Fate Vol. IV - "Something" (H.G. Fact Records)
- 1999 - Short Music for Short People - "Too Bad You Don't Get It" (Fat Wreck Chords)
- 2000 - You Call This Music?! Volume 1 - "Lonely Heart" (Geykido Comet Records)
- 2004 - Rock Against Bush Vol. 2 - "State of Fear" (Fat Wreck Chords)
- 2008 - Avoda Ivrit (Hebrew Work) - "Lu Hayiti Pirat" ("If I Was a Pirate")
  - Чотири-CD збірки ізраїльських пісень, присвячені 60-річчю створення держави Ізраїль.

### DVDs
- 2006 - Ratfaces Home Videos Presents Useless ID